# Станишич, Йоле
Йоле Станишич (хорв. Jole Stanišić, серб. Јоле Станишић; 6 мая 1929 (18.04.1928), село Виничи, Даниловград, Королевство Югославия — 20 января 2017, Пущиково, Польша) — югославский и черногорский поэт, литературный критик и публицист, общественный деятель, член Союза писателей России и Союза писателей Югославии.

## Биография
Окончил философский факультет Белградского университета, где подвергся репрессиям, выступив против разрыва отношений между Югославией и СССР в 1948 г. 20 декабря был арестован и осужден «за покушение на Тито» и в 1949—1952 гг. стал политическим заключенным лагеря на Голом острове. Подвергался пыткам. Выжить, по его словам, помогла поэзия, способность «петь после смерти». В 1959 году бежал из Югославии в Румынию, а оттуда перебрался в Советский Союз.
С 1962 по 2016 год жил в России. Учился в Костромском пединституте, окончил факультет журналистики Ленинградского университета. Наряду с Предрагом Миличевичем, участвовал в общественной жизни России. Активно комментировал политическую ситуацию в Сербии и Черногории. Инициатор и координатор Международного общественного трибунала по преступлениям НАТО в Югославии.

## Стихотворения
Писал стихи с пяти лет. В СССР — под псевдонимами Владимир Новович, Слободан Якшич. Часто сам их и переводил на русский язык.
- «Зоне смрти» (1956)
- «Упрямые скалы» (1966)
- «Седые орлы» (1969)
- «Антенна на мраморе» (1972)
- «Зёрна огня» (1973)
- «Струны земли» (1976)
- «Морщины камня» (1984)
- «Глаза гор» (1981)
- «Солнце на скале» (1986)
- «Голый остров — дно ада» (2012)[5][6]

## Сочинения
- Йоле Станишич. Голый остров — дно ада: Стихотворения / пер. с сербского А. Базилевского. — М.: Вахазар, 2012. — 192 с. — ISBN 978-5-88190-077-9.
- Йоле Станишич. Йован Дучич и русская культура: сербско-русские литературные связи конца ХIХ-начала XX века — «Наука», Ленинградское отд-ние, 1991—267 c. ISBN 978-5-02-027891-2
- Йован Йованович Змай и русская поэзия XIX века // Взаимосвязи русской и зарубежных литератур. — Л., 1983. — С. 210—281.
- Jole Stanišić, List otwarty do komunistów wszystkich krajów, Wydawnictwo Naukowe UAM, 2022 ISBN 978-83-232-4044-0[7]